# HK Berkut-Kiev

HK Berkut-Kiev (ukrainska: ХК Беркут-Київ) var en ishockeyklubb från Kiev, Ukraina, som existerade mellan åren år 1997 och fram till år 2002.

## Meriter
- Eastern European Hockey League mästare: (2) 2000, 2001
- Ukrainska mästare i ishockey: (3) 2000, 2001, 2002